# Prosecution
Prosecution è un cortometraggio muto del 1914 diretto da Ulysses Davis e interpretato da Alfred Vosburgh, Margaret Gibson, George Holt e George Kunkel per la Vitagraph.

## Produzione
Il film fu prodotto dalla Vitagraph Company of America.

## Distribuzione
Distribuito dalla General Film Company, il film - un cortometraggio in una bobina - uscì nelle sale cinematografiche statunitensi il 9 luglio 1914.